# یاشویوه
یاشویوه (به لاتین: Jaświły) یک روستا در لهستان است که در گمینا یاشویوه واقع شده‌است.